# Hozelec
Hozelec (do roku 1927 Hozolec) je obec na Slovensku v okrese Poprad. V obci žije 777 obyvatel. První písemná zmínka o obci pochází z roku 1243.